# 方向系数

天线方向图

在电磁学当中，方向系数是天线的一项品质因数。他衡量的是某天线在最大辐射方向上的辐射功率密度和相同辐射功率下无方向形天线的辐射功率密度之比，记为D。用公式表示为：
{\displaystyle D={\frac {S_{max}}{S_{0}}}\mid _{P_{r}=P_{r0}}={\frac {|E_{max}|^{2}}{|E_{0}|^{2}}}\mid _{P_{r}=P_{r0}}}
结合坡印廷矢量的公式，可以推导出在最大辐射方向上：
{\displaystyle E_{max}={\frac {\sqrt {60P_{r}D}}{r}}}
通过对坡印廷矢量积分，可以得到方向系数的最终计算公式：
{\displaystyle D={\frac {4\pi }{\int _{0}^{2\pi }\int _{0}^{\pi }F^{2}(\theta ,\phi )sin\theta d\theta d\phi }}}